# 甲子園 (ゲーム)
甲子園（こうしえん）は、魔法株式会社などが発売した、高校野球をテーマとした野球ゲームのシリーズである。

## 概要
甲子園参加高校の中から1校を選び、夏の全国高校野球選手権大会優勝を目指す。第1作は大会本戦のみを取り扱い、2からは予選大会（地方大会）からになりプレイヤー校も49校から約3,300校になった。作によっては春のセンバツ高校野球選手権大会も舞台になる作品がある。
高校はすべて校名、県名を上下回転させて使用している。（例：広島商業→しまひろ商業、島広商業。沖縄水産→なわおき水産、縄沖水産、松商学園→商松学園。）

## シリーズ作品
特記がない場合は魔法が販売。
ファミリーコンピュータ
- 甲子園（1989年10月6日、ケイ・アミューズメントリースより発売）

第70回全国高等学校野球選手権大会出場全49校から優勝を目指す。選手名は出場した高校の全選手が実名で登録されたため、後にプロ野球選手になる選手も登場している。一人プレイならず多人数によるプレイも可能。
スーパーファミコン
- 甲子園2（1992年6月19日、ケイ・アミューズメントリースより発売）
- 甲子園3（1994年7月29日）
- 甲子園4（1995年7月14日）- 実況パワフルプロ野球風の高低差で投げる、打つの操作になり、監督の在任期間10年以内に甲子園優勝を目指すモードになった。

PlayStation
- 甲子園V（1997年5月16日）
- '98甲子園（1998年6月18日） - 投球フォームのエディットも可能で、それにより現実ではありえない投球もできた
- '99甲子園（1999年6月17日） - キャラクターのデフォルメ化・投球フォームのエディット廃止など、システムが大幅に変更。

セガサターン
- 激突甲子園（1997年8月1日） - 『甲子園V』のサターン版とも言える作品。

ゲームボーイ
- 甲子園ポケット（1999年3月12日）

PlayStation 2
- マジカルスポーツ 2000甲子園（2000年8月10日） - 第82回全国高等学校野球選手権大会開催中に発売された唯一の作品。全国4210校の野球部が全国優勝を目指して戦う[1]。
- マジカルスポーツ 2001甲子園（2001年5月31日）
- 甲子園 紺碧の空（2002年2月14日）

携帯電話アプリゲーム
- 甲子園（2005年配信開始、ジー・モードとの共同製作）